# 貝卡·托賓
瑞貝卡‧「貝卡」‧梅莉絲‧托賓 (英語：Rebecca "Becca" Melise Tobin；1986年1月18日－) ，又簡稱為「貝卡·托賓」，為美國女演員、歌手以及舞者，她的知名作品包括電視節目的《歡樂合唱團》。

## 早期生活
貝卡出生於美國喬治亞州瑪麗埃塔城市，貝卡是家裡兩個女兒的小妹，父母都是律師，她曾經在七年級以及八年級時加入啦啦隊，但之後認為不適合她並轉而學習舞蹈。她在高一時從戲劇學校轉到公立學校，之後開始被霸凌，有些人稱呼她為「劇院怪胎」以及「阿宅」，並且說她永遠不會成名或者變成明星，其中一位女生威脅說要揍她，貝卡也收過惡意的簡訊並且連唯一的朋友都開始疏遠她。由於霸凌，貝卡拒絕參加一些學校活動，例如賽前集會，她也並未參加畢業典禮。2004年，她從惠勒高中畢業。她就讀過美國音樂及戲劇學院。

## 職業生涯
貝卡的首部作品為四歲時在學校表演的耶誕樹，於18歲時，貝卡搬到紐約開始工作。她在百老匯擔任過替身，之後也在其他小型劇院擔任過替身工作。
貝卡在福斯電視台的影集《歡樂合唱團》中飾演 Kitty Wilde 。她第一次現身在第四季第一集《The New Rachel》，之後以常設角色身分出現在該季，具報導指出她會在第五季成為主要角色。

## 私人生活
貝卡曾與一名夜店老闆 Matt Bendik 交往，直到對方在2014年7月10日過世，其原因是因喝海洛因過量而致死。不過後來，在2016年5月，貝卡在與企業家 Zach Martin 交往，兩人並在2016年12月3日正式結婚。

## 影視作品

### 電視節目
| 年分      | 中文譯名     | 英文譯名                 | 飾演角色       | 備註                                                |
| --------- | ------------ | ------------------------ | -------------- | --------------------------------------------------- |
| 2009      |              | Wiener & Wiener          | Heather        | Episode: "Beyonce's Walk-In Closet"                 |
| 2012-2015 | 歡樂合唱團   | Glee                     | Kitty Wilde    | 第四季及第六季– 常設角色， 第五季 - 主要角色        |
| 2013      |              | Watch What Happens: Live | 本人           | 集稱: "Shirley Manson & Becca Tobin"                |
| 2013      | 廚神當道     | Master Chef              | 本人           | Episode: "Beyonce's Walk-In Closet"                 |
| 2014      | 美女上錯身   | Drop Dead Diva           | Empress Katia  | Season 6, Episode 11: "Afterlife"                   |
| 2014      | 神祕女郎     | Mystery Girls            | Kimmee Kittson | Episode: "Beyonce's Walk-In Closet"                 |
| 2014      |              | House of DVF             | 本人           | Season 1, Episode 6: "What Happens in the Hamptons" |
| 2015      | 重返犯罪現場 | LA NCIS: Los Angeles     | Blaze Talcott  | Season 6, Episode 19 "Blaze of Glory"               |

## 外部連結
- 貝卡·托賓在互联网电影资料库（IMDb）上的資料（英文）
- 貝卡·托賓的X（前Twitter）
- 貝卡·托賓的Instagram帳戶